# Linea Hachinohe

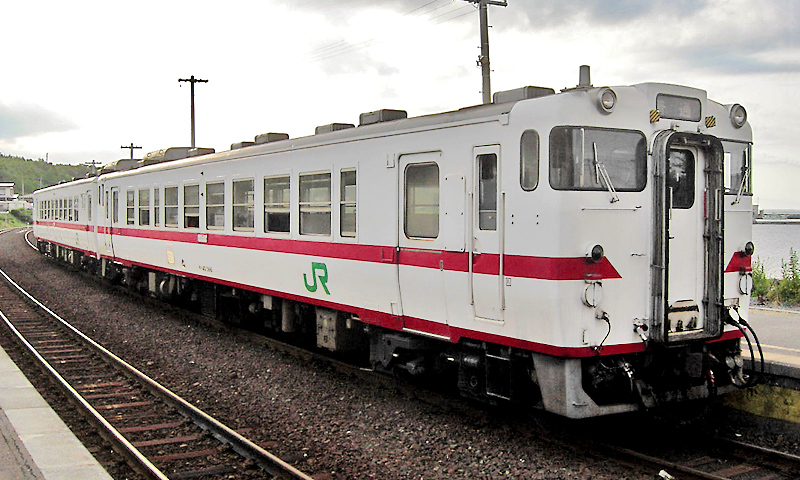

La linea Hachinohe (八戸線?, Hachinohe-sen) è una linea ferroviaria giapponese a carattere regionale gestita dalla JR East a scartamento ridotto che collega le stazioni di Kuji nella città omonima della prefettura di Iwate e di Hachinohe, nella città omonima della prefettura di Aomori correndo per quasi la sua interezza lungo la costa dell'Oceano Pacifico.
La ferrovia è anche soprannominata linea Umineko Rail Hachinohe-Shinai (うみねこレール八戸市内線?).

## Servizi
La linea vede esclusivamente servizi locali, fermanti a tutte le stazioni, sebbene alcuni servizi vengano espletati con materiale rotabile speciale.

## Stazioni
Legenda
◇, ∨, ∧ - I treni possono incrociarsi in questa stazione
｜ - Impossibilità di incrocio
| Stazione         | Giapponese | Distanza | Distanza | Collegamenti                       |    | Posizione         | Posizione |
| Stazione         | Giapponese | Interst. | Totale   | Collegamenti                       |    | Posizione         | Posizione |
| ---------------- | ---------- | -------- | -------- | ---------------------------------- | -- | ----------------- | --------- |
| Hachinohe        | 八戸       | -        | 0.0      | Tōhoku Shinkansen Ferrovia Aoimori | ∨  | Hachinohe         | Aomori    |
| Naganawashiro    | 長苗代     | 3.4      | 3.4      |                                    | ｜ | Hachinohe         | Aomori    |
| Hon-Hachinohe    | 本八戸     | 2.1      | 5.5      |                                    | ◇  | Hachinohe         | Aomori    |
| Konakano         | 小中野     | 1.8      | 7.3      |                                    | ｜ | Hachinohe         | Aomori    |
| Mutsu-Minato     | 陸奥湊     | 1.7      | 9.0      |                                    | ◇  | Hachinohe         | Aomori    |
| Shirogane        | 白銀       | 1.3      | 10.3     |                                    | ｜ | Hachinohe         | Aomori    |
| Same             | 鮫         | 1.5      | 11.8     |                                    | ◇  | Hachinohe         | Aomori    |
| Mutsu-Shirahama  | 陸奥白浜   | 1.3      | 17.5     |                                    | ｜ | Hachinohe         | Aomori    |
| Tanesashi-Kaigan | 種差海岸   | 2.1      | 19.6     |                                    | ｜ | Hachinohe         | Aomori    |
| Ōkuki            | 大久喜     | 2.2      | 21.8     |                                    | ｜ | Hachinohe         | Aomori    |
| Kanehama         | 金浜       | 3.0      | 24.8     |                                    | ｜ | Hachinohe         | Aomori    |
| Ōja              | 大蛇       | 1.0      | 25.8     |                                    | ｜ | Hashikami Sannohe | Aomori    |
| Hashikami        | 階上       | 1.7      | 27.5     |                                    | ◇  | Hashikami Sannohe | Aomori    |
| Kadonohama       | 角の浜     | 2.0      | 29.5     |                                    | ｜ | Hirono Kunohe     | Iwate     |
| Hiranai          | 平内       | 2.6      | 32.1     |                                    | ｜ | Hirono Kunohe     | Iwate     |
| Taneichi         | 種市       | 2.1      | 34.2     |                                    | ｜ | Hirono Kunohe     | Iwate     |
| Tamagawa         | 玉川       | 3.9      | 38.1     |                                    | ｜ | Hirono Kunohe     | Iwate     |
| Shukunohe        | 宿戸       | 1.9      | 40.0     |                                    | ｜ | Hirono Kunohe     | Iwate     |
| Rikuchū-Yagi     | 陸中八木   | 3.1      | 43.1     |                                    | ◇  | Hirono Kunohe     | Iwate     |
| Uge              | 有家       | 2.7      | 45.8     |                                    | ｜ | Hirono Kunohe     | Iwate     |
| Rikuchū-Nakano   | 陸中中野   | 2.6      | 48.4     |                                    | ｜ | Hirono Kunohe     | Iwate     |
| Samuraihama      | 侍浜       | 6.0      | 54.4     |                                    | ｜ | Kuji              | Iwate     |
| Rikuchū-Natsui   | 陸中夏井   | 7.3      | 61.7     |                                    | ｜ | Kuji              | Iwate     |
| Kuji             | 久慈       | 3.2      | 64.9     | Linea Kita-Riasu                   | ∧  | Kuji              | Iwate     |

## Materiale rotabile
- Automotrice diesel KiHa serie 40-48